# Port Albert (schiereiland)
Port Albert is een schiereiland aan de noordkust van het Canadese eiland Newfoundland. Het ongeveer 82 km² grote schiereiland heeft een lengte van 19 km en een maximale breedte van 6,5 km. Het aan de Kittiwake Coast gelegen Port Albert scheidt de in het westen gelegen Bay of Exploits van de in het oosten gelegen Dog Bay.

## Plaatsen
Port Albert is vernoemd naar het gelijknamige dorp, dat nabij het noordelijke uiteinde van het schiereiland ligt. Het plaatsje, dat 66 inwoners telt, heeft vooral belang als vertrekpunt van de veerboten naar Fogo Island en Change Island. 
In het zuidoosten ligt het dorp Stoneville, dat met zo'n 300 inwoners de grootste plaats van het schiereiland is. De enige andere bewoningskern is Boyd's Cove, in het uiterste zuidwesten. De archeologische site van de Beothuk en de relatief schaars bebouwde straat ernaartoe zijn weliswaar de enige delen van Boyd's Cove die tot Port Albert behoren.

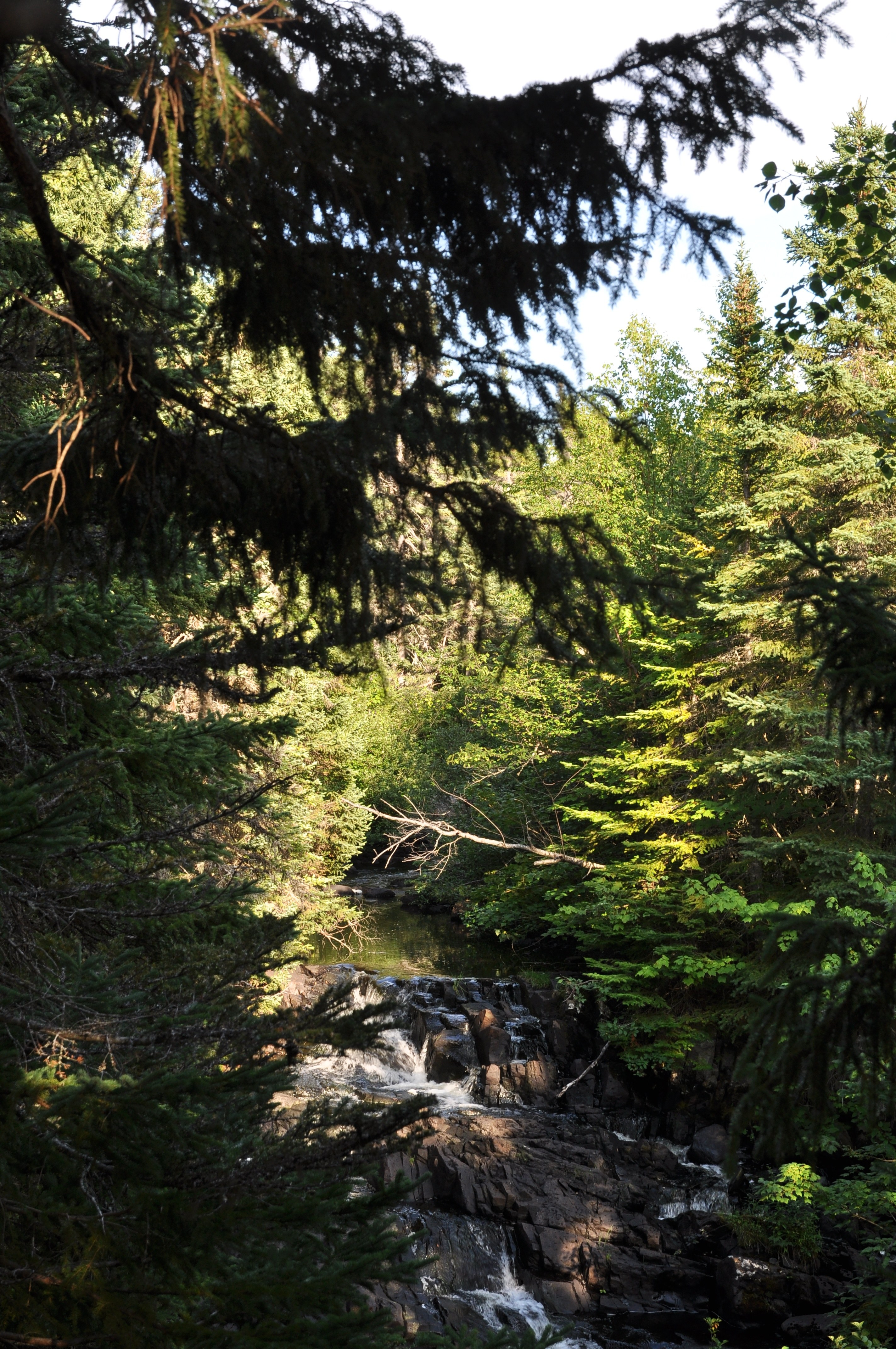
Een kleine waterval nabij de Beothuksite van Boyd's Cove in het uiterste zuidwesten van Port Albert